# Дебовка
Дебовка (баш. Дебовка) — деревня в Уфимском районе Республики Башкортостан Российской Федерации. Входит в состав Таптыковского сельсовета.

## География

### Географическое положение
Расстояние до:
- районного центра (Уфа): 30 км,
- центра сельсовета (Таптыково): 5 км,
- ближайшей ж/д станции (Юматово): 15 км.

## История
С 1992 по 2004 годы — в составе Уфы.
Постановление Совета Министров Республики Башкортостан от 17 апреля 1992 года № 100 «О передаче хозяйств Уфимского района в административные границы г. Уфы, предоставлении земель для коллективного садоводства и индивидуального жилищного строительства» гласит:

2. Включить в состав г. Уфы населенные пункты … Осоргино, Дебовка Таптыковского сельского Совета Уфимского района.
С 2004 года — вновь в составе Таптыковского сельсовета.
Закон Республики Башкортостан от 17.12.2004 № 125-з «Об изменениях в административно-территориальном устройстве Республики Башкортостан, изменениях границ и преобразованиях муниципальных образований в Республике Башкортостан» гласит:

56. Изменить границы города Уфы, Ленинского района города Уфы, Уфимского района, Таптыковского сельсовета Уфимского района согласно представленной схематической карте, передав деревни Осоргино и Дебовка Ленинского района города Уфы в состав территории Таптыковского сельсовета Уфимского района.

## Население
| 1939 | 1959 | 1970 | 1979 | 1989 | 2002 | 2009 |
| ---- | ---- | ---- | ---- | ---- | ---- | ---- |
| 187  | ↘141 | ↘105 | ↘78  | ↘48  | ↗50  | ↗56  |
| 2010 |      |      |      |      |      |      |
| ↘49  |      |      |      |      |      |      |